# Yuzawa, Niigata
Yuzawa (湯沢町 Yuzawa-machi) là thị trấn thuộc huyện Minamiuonuma, tỉnh Niigata, Nhật Bản. Tính đến ngày 1 tháng 10 năm 2020, dân số ước tính thị trấn là 7.767 người và mật độ dân số là 22 người/km2. Tổng diện tích thị trấn là 357,29 km2.

## Địa lý

### Đô thị lân cận
- Niigata
  - Minamiuonuma
  - Tōkamachi
  - Tsunan
- Nagano
  - Sakae
- Gunma
  - Nakanojō
  - Minakami

### Khí hậu
| Dữ liệu khí hậu của Yuzawa, Niigata      | Dữ liệu khí hậu của Yuzawa, Niigata | Dữ liệu khí hậu của Yuzawa, Niigata | Dữ liệu khí hậu của Yuzawa, Niigata | Dữ liệu khí hậu của Yuzawa, Niigata | Dữ liệu khí hậu của Yuzawa, Niigata | Dữ liệu khí hậu của Yuzawa, Niigata | Dữ liệu khí hậu của Yuzawa, Niigata | Dữ liệu khí hậu của Yuzawa, Niigata | Dữ liệu khí hậu của Yuzawa, Niigata | Dữ liệu khí hậu của Yuzawa, Niigata | Dữ liệu khí hậu của Yuzawa, Niigata | Dữ liệu khí hậu của Yuzawa, Niigata | Dữ liệu khí hậu của Yuzawa, Niigata |
| Tháng                                    | 1                                   | 2                                   | 3                                   | 4                                   | 5                                   | 6                                   | 7                                   | 8                                   | 9                                   | 10                                  | 11                                  | 12                                  | Năm                                 |
| ---------------------------------------- | ----------------------------------- | ----------------------------------- | ----------------------------------- | ----------------------------------- | ----------------------------------- | ----------------------------------- | ----------------------------------- | ----------------------------------- | ----------------------------------- | ----------------------------------- | ----------------------------------- | ----------------------------------- | ----------------------------------- |
| Cao kỉ lục °C (°F)                       | 15.5 (59.9)                         | 17.8 (64.0)                         | 22.8 (73.0)                         | 28.5 (83.3)                         | 34.1 (93.4)                         | 33.7 (92.7)                         | 36.6 (97.9)                         | 37.2 (99.0)                         | 34.7 (94.5)                         | 31.0 (87.8)                         | 25.3 (77.5)                         | 21.5 (70.7)                         | 37.2 (99.0)                         |
| Trung bình ngày tối đa °C (°F)           | 2.8 (37.0)                          | 3.6 (38.5)                          | 7.7 (45.9)                          | 15.3 (59.5)                         | 21.9 (71.4)                         | 25.0 (77.0)                         | 28.5 (83.3)                         | 29.9 (85.8)                         | 25.4 (77.7)                         | 19.1 (66.4)                         | 12.8 (55.0)                         | 6.1 (43.0)                          | 16.5 (61.7)                         |
| Trung bình ngày °C (°F)                  | −0.4 (31.3)                         | −0.1 (31.8)                         | 3.0 (37.4)                          | 9.2 (48.6)                          | 15.7 (60.3)                         | 19.9 (67.8)                         | 23.5 (74.3)                         | 24.7 (76.5)                         | 20.5 (68.9)                         | 14.3 (57.7)                         | 7.9 (46.2)                          | 2.3 (36.1)                          | 11.7 (53.1)                         |
| Tối thiểu trung bình ngày °C (°F)        | −3.2 (26.2)                         | −3.4 (25.9)                         | −0.9 (30.4)                         | 3.9 (39.0)                          | 10.1 (50.2)                         | 15.4 (59.7)                         | 19.7 (67.5)                         | 20.6 (69.1)                         | 16.6 (61.9)                         | 10.3 (50.5)                         | 3.9 (39.0)                          | −0.7 (30.7)                         | 7.7 (45.8)                          |
| Thấp kỉ lục °C (°F)                      | −12.6 (9.3)                         | −11.5 (11.3)                        | −10.6 (12.9)                        | −5.6 (21.9)                         | 0.7 (33.3)                          | 6.2 (43.2)                          | 11.6 (52.9)                         | 13.1 (55.6)                         | 6.2 (43.2)                          | 0.1 (32.2)                          | −6.6 (20.1)                         | −9.8 (14.4)                         | −12.6 (9.3)                         |
| Lượng Giáng thủy trung bình mm (inches)  | 314.9 (12.40)                       | 213.3 (8.40)                        | 165.4 (6.51)                        | 109.6 (4.31)                        | 99.7 (3.93)                         | 135.3 (5.33)                        | 214.3 (8.44)                        | 204.5 (8.05)                        | 175.5 (6.91)                        | 177.7 (7.00)                        | 194.7 (7.67)                        | 309.3 (12.18)                       | 2.301,9 (90.63)                     |
| Lượng tuyết rơi trung bình cm (inches)   | 377 (148)                           | 288 (113)                           | 159 (63)                            | 20 (7.9)                            | 0 (0)                               | 0 (0)                               | 0 (0)                               | 0 (0)                               | 0 (0)                               | 0 (0)                               | 12 (4.7)                            | 210 (83)                            | 1.054 (415)                         |
| Số ngày giáng thủy trung bình (≥ 1.0 mm) | 24.0                                | 20.0                                | 20.0                                | 13.5                                | 11.9                                | 13.4                                | 15.7                                | 13.9                                | 14.4                                | 14.9                                | 17.3                                | 21.9                                | 200.9                               |
| Số ngày tuyết rơi trung bình (≥ 3 cm)    | 20.8                                | 17.1                                | 14.4                                | 2.5                                 | 0                                   | 0                                   | 0                                   | 0                                   | 0                                   | 0                                   | 1.1                                 | 11.0                                | 66.9                                |
| Số giờ nắng trung bình tháng             | 45.8                                | 62.3                                | 95.2                                | 149.0                               | 189.4                               | 140.1                               | 129.1                               | 164.1                               | 111.7                               | 107.6                               | 88.9                                | 63.5                                | 1.346,7                             |
| Nguồn: Cục Khí tượng Nhật Bản            |                                     |                                     |                                     |                                     |                                     |                                     |                                     |                                     |                                     |                                     |                                     |                                     |                                     |